# Psittacus
Psittacus è un genere di pappagalli cenerini africani della sottofamiglia Psittacinae, che contiene due specie: il pappagallo cenerino (Psittacus erithacus) e il pappagallo di Timneh (Psittacus timneh).
Per molti anni il pappagallo cenerino e il pappagallo di Timneh sono stati classificati come sottospecie; il primo come nominale, il secondo come P. e. timneh. Tuttavia, nel 2012 i taxa sono stati riconosciuti come specie separate da BirdLife International sulla base di differenze genetiche, morfologiche, del piumaggio e vocali.
Questi pappagalli sono originari della foresta pluviale dell'Africa occidentale e centrale. Sono tra gli uccelli più intelligenti al mondo, e si nutrono principalmente di noci di palma, semi, frutti e materiale frondoso, ma sono stati osservati anche mangiare insetti e lumache. La loro inclinazione e capacità di imitare il linguaggio umano e altri suoni li ha resi animali domestici molto popolari.